# Colli Bolognesi Pignoletto Serravalle
Il Colli Bolognesi Pignoletto Serravalle era una tipologia della DOC «Colli Bolognesi» prodotta nella sottozona "Serravalle", in seguito abrogata.